# Wyszehrad (Praga)

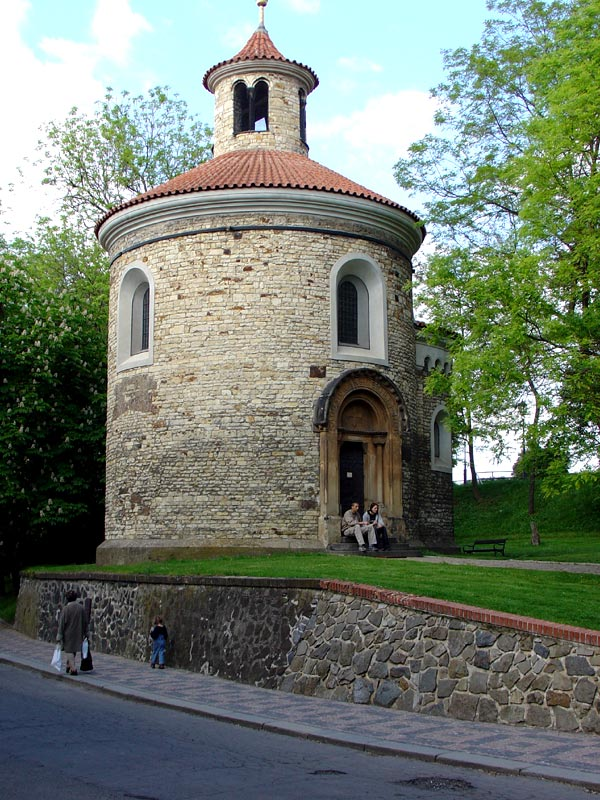
Rotunda św. Marcina

Wyszehrad, cz. Vyšehrad („wysoki gród, zamek”) – wzgórze na terenie dzisiejszej Pragi, na prawym brzegu Wełtawy.

## Historia
Według legendy miała tu znajdować się siedziba legendarnego czeskiego władcy Kroka, którego córka Libusza miała sen, według którego należało w pobliskich lasach odnaleźć człowieka, który ciosał właśnie próg do swojego domu i w tym miejscu wznieść nowe miasto. Sen spełnił się, a miasto otrzymało nazwę „próg”, po czesku Praha.
W rzeczywistości wzgórze stało się drugą, obok Hradczan siedzibą czeskich władców w X wieku. Wiadomo, że Wratysław II uczynił z Zamku Wyszehradzkiego swoją główną siedzibę. To z jego fundacji wzniesiono kościół św. Piotra i Pawła, przy którym znajduje się dziś cmentarz, na którym pochowano najwybitniejsze osobistości Czech, oraz rotundę św. Marcina. Za panowania kolejnych władców wzgórze traciło coraz bardziej na znaczeniu na rzecz Hradczan, ostatnim rezydującym tu władcą był Sobiesław I Przemyślida. Karol IV Luksemburski włączył wyszehradzki zamek w mury Pragi, zażyczył sobie również, aby tu się zaczynała Droga Królewska, którą władcy przemierzali w drodze na koronację, która miała mieć miejsce na Hradczanach.
Zamek został splądrowany i zburzony podczas powstania husyckiego w 1419 r. Według legendy, gdy protestanci wdarli się do kościoła św. Piotra i Pawła, wyciągnęli z niego kamienny relikwiarz św. Longina i wrzucili go do Wełtawy. Miał wówczas zdarzyć się cud. Trumna miała unosić się na wodzie, podczas gdy relikwie opadły na dno, a następnie miały zacząć się zapadać w głąb, tworząc u stóp wyszehradzkiej skały bezdenną otchłań.
W XVII wieku Habsburgowie na wzgórzu utworzyli garnizon. W 1787 r. zamknięto rotundę św. Marcina, a jej budynek zaczęto wykorzystywać jako magazyn, zbrojownię czy wreszcie przytułek (w późniejszym czasie kaplica została zasypana ziemią, a odnaleziona w XX wieku pełni funkcję sali wystawowej). W XIX wieku odnowiono oba kościoły, a samo wzgórze zmieniono w miejski park otoczony resztkami austriackich fortyfikacji.
Mistycznego charakteru Wyszehradu dopełniał fakt przechowywania przez kapitułę przy kościele św. Piotra i Pawła rzekomych fragmentów odzieży Przemysła Oracza – założyciela dynastii Przemyślidów. Obok kościoła znajduje się cmentarz z czeskim panteonem Slavín.